# Fazenda Resgate
A Fazenda Resgate é uma antiga fazenda de Café do século XIX, que fica no município de Bananal, estado de São Paulo, tombada como Patrimônio Histórico, pelo CONDEPHAAT.

## História
Em 1776, o local denominado “o Resgate”, na Província de São Paulo, quase divisa com a então Província do Rio de Janeiro, deu origem ao que anos mais tarde seria a Fazenda Resgate, no atual município de Bananal, no Vale do Paraíba paulista. Esse local pertencia à Fazenda Três Barras, cabeça de sesmaria do padre Antônio Fernandes da Cruz.
Tornou-se uma fazenda em 1828, como dote de casamento de Alda Rumana de Oliveira com o coronel Inácio Gabriel Monteiro de Barros.
Nessa época, a propriedade produzia toucinho, milho, feijão, farinha, café em pouca quantidade e possuía apenas 77 escravos.
Em 1833, a Fazenda Resgate foi comprada pelo senhor José de Aguiar Toledo, comerciante açoriano (português, portanto) que chegou ao Brasil em meados do século XVIII (cerca de 1750). Toledo chega a Bananal no início do século XIX, trazendo consigo, de Minas Gerais, a solução arquitetônica implantada na fazenda e o pioneirismo no plantio do café em larga escala na região.
Em 1838, por ocasião do falecimento de José de Aguiar Toledo, a Fazenda Resgate e suas demais propriedades são deixadas como herança para seus oito filhos. Em pouco tempo, Manuel de Aguiar Valim, um dos oito irmãos, compra dos irmãos suas partes da fazenda Resgate e estabelece moradia na propriedade.
Em 1844, O Comendador Manuel de Aguiar Valim casa-se com Domiciana Maria de Almeida, filha do comendador Luciano José de Almeida, dono da Fazenda Boa Vista e possuidor de uma das maiores fortunas do Brasil à época.
Em poucos anos, Manuel de Aguiar Valim aumentou substancialmente sua fortuna e, em 1855, resolve fazer uma reforma na casa de vivenda da Resgate. Assim, o Senhor Brusce principia as obras no sobrado, adaptando-o ao estilo neoclássico, tão em voga em Paris.
Em meados de 1850, no auge da produção cafeeira da província de São Paulo, a Resgate já contava com mais de 400 escravos. Desses, 49 eram destinados ao serviço direto do senhor, sendo: cinco caseiros, 13 cozinheiras, cinco pajens, sete costureiros, um alfaiate, duas amas, oito mucamas, um copeiro, um sapateiro, um barbeiro, duas lavadeiras, uma rendeira, um seleiro e um hortelão. Agora, o primeiro pavimento da casa de vivenda abrigava a senzala das mucamas e, à frente da casa, erguia-se um enorme complexo de senzalas para os demais cativos. Vallim mantinha a relação de escravos anotados em um livro.
A partir de 1858, as paredes da casa sede foram decoradas com pinturas de José Maria Villaronga, famoso pintor espanhol da época.
Em 1878, ao falecer, o comendador Manuel de Aguiar Valim era uma das maiores fortunas do Brasil Imperial e maior produtor de café da província de São Paulo. Em seu inventário constam as fazendas Resgate, Três Barras, Independência, Bocaina, além de diversos outros sítios e situações. Tinha quase 400 escravos, além de um palacete de “dezesseis janelas”, casas e o Teatro Santa Cecília com seus acessórios, na cidade de Bananal. Valim era titular de uma fortuna correspondente a 1% de todo o papel moeda circulante no Brasil, composta por inúmeros títulos da dívida pública (inclusive dos Estados Unidos), bens em ouro, prata e brilhantes.
Contudo, o legado mais importante deixado pelo Comendador Manoel de Aguiar Vallim foi a sede da Fazenda Resgate, tombada pelo Patrimônio Histórico Nacional e considerada uma das cem mais belas e importantes edificações da história do Brasil.
Foi tombada em 1969 e restaurada a partir de 1970, às custas de seus próprios proprietários .

## Arquitetura
A casa, construída em meados do século XVIII, possui vinte cômodos e é baseada no estilo senhorial português (com apenas um pavimento) e adaptada à solução mineira de produção de café da primeira metade do século XIX (já com dois pavimentos, porém sem nenhum requinte), ganhou fachada neoclássica com uma escada central em cantaria. Os materiais de construção empregados na reforma também diferem daqueles utilizados em sua construção: o primeiro pavimento é feito em pedra e pau-a-pique e o segundo com tijolos de adobe.
Contudo, apesar da fachada em estilo neoclássico, os fundos da casa estão pousados ao “rés do chão”, em uma planta em formato de “U” com três mansardas: duas laterais e uma voltada para o pátio interno, característico do partido mineiro. A reforma também abarca o pátio interno, que recebe nova feição.
A sala de jantar é colocada junto a ele para fins de arejamento e iluminação, como era costumeiro nas residências burguesas na França, idealizando uma nova disposição do espaço. Nas pinturas da sala de jantar foi utilizada a técnica trompe l'oeil, que 'brinca' com as perspectivas causando efeitos ópticos. Essa é uma mudança fundamental nos parâmetros de moradia do Brasil oitocentista. Dessa forma, a Fazenda Resgate transforma-se em um monumento/documento completamente preservado da história do Brasil.

## Decoração
A partir de 1858, o pintor espanhol José Maria Villaronga começa a pintar o segundo pavimento do casarão da Resgate. No átrio de entrada encontram-se retratados os produtos agrícolas da fazenda: em posição principal o café, circundando-o, a cana, o milho, o feijão e a mandioca.
Na sala de visitas, em estilo barroco, pássaros brasileiros e detalhes em madeira coberta com folhas de ouro. Na sala de jantar, três afrescos: em posição central, a riqueza do proprietário, ladeando essa pintura, mais dois afrescos que representam a colônia chinesa de Bananal. Em seu interior, existem também exemplares de azulejos chineses. 
A capela também destaca-se por suas pinturas e detalhes em madeira com folhas de ouro, como o arco sobre o altar e cravo que pertenceu a Marquesa de Santos. No mezanino, afrescos com várias representações de Nossa Senhora. No primeiro pavimento, além do altar em estilo barroco e das diversas pinturas, um grande afresco retratando o batismo de Jesus é peça central desse espaço.

## Restauração
A Fazenda Resgate é adquirida pelo antiquário Carlos Eduardo Kramer Machado em 1970, que inicia um processo de restauração, recuperando as estruturas de madeira, os pisos e os grandes painéis pintados nos salões principais por José Maria Villaronga. Nos anos de 1980, já com novo proprietário, este dá continuidade na manutenção permanente, conservando o telhado, todo feito com telhas originais da época, a parte elétrica e hidráulica, além das peças de madeira de lei que foram utilizadas nas portas, nos armários e nos painéis.
As paredes e afrescos da Sala de Visitas e da Capela também foram recuperadas, refazendo os adornos em ouro.

## Leituras adicionais
- CASTRO, Hebe Maria Mattos; SCHNOOR, Eduardo. "Resgate: uma janela para o oitocentos". Rio de Janeiro, TOPBOOKS, 1995.